# Warownym grodem jest nasz Bóg

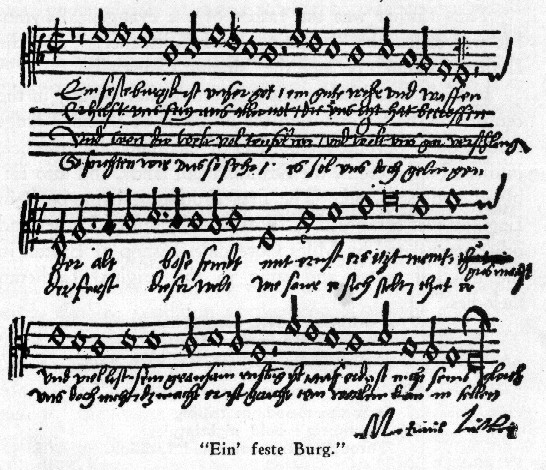
Rękopis hymnu

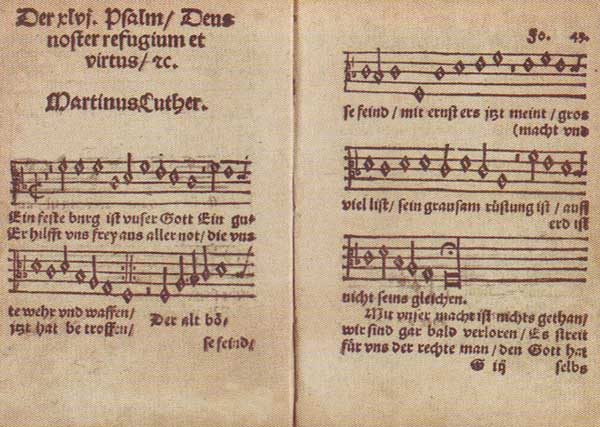
Hymn Warownym grodem jest nasz Bóg wydrukowany w śpiewniku z 1533

Warownym grodem jest nasz Bóg (niem. Ein feste Burg ist unser Gott) – napisana w 1529 roku przez Marcina Lutra pieśń, która z czasem stała się hymnem reformacji. Według luterańskiej tradycji została ułożona w trakcie podróży na sejm Rzeszy w Augsburgu jako wolne tłumaczenie Psalmu 46. Zawsze towarzyszy ona większym uroczystościom kościelnym, w tym także z okazji Święta Reformacji 31 października.

## Tekst

### Oryginał w języku niemieckim
Ein feste Burg ist unser Gott, ein gute Wehr und Waffen.
Er hilft uns frei aus aller Not, die uns jetzt hat betroffen.
Der altböse Feind, mit Ernst er's jetzt meint;
groß Macht und viel List sein grausam Rüstung ist,
auf Erd ist nicht seinsgleichen.
Mit unsrer Macht ist nichts getan, wir sind gar bald verloren;
es streit' für uns der rechte Mann, den Gott hat selbst erkoren.
Fragst du, wer der ist? Er heißt Jesus Christ,
der Herr Zebaoth, und ist kein andrer Gott,
das Feld muß er behalten.
Und wenn die Welt voll Teufel wär und wollt uns gar verschlingen,
so fürchten wir uns nicht so sehr, es soll uns doch gelingen.
Der Fürst dieser Welt, wie sau'r er sich stellt,
tut er uns doch nicht; das macht, er ist gericht':
ein Wörtlein kann ihn fällen.
Das Wort sie sollen lassen stahn und kein' Dank dazu haben;
er ist bei uns wohl auf dem Plan mit seinem Geist und Gaben.
Nehmen sie den Leib, Gut, Ehr, Kind und Weib:
laß fahren dahin, sie haben's kein' Gewinn,
das Reich muß uns doch bleiben.

### Tłumaczenie na język polski
Autorem polskiego przekładu pieśni „Warownym grodem jest nasz Bóg” z 1965/66 roku jest ksiądz Edward Romański (1912-1984). Tekst tego tłumaczenia został przygotowany na zlecenie władz Kościoła luterańskiego do „Śpiewnika Kościoła Ewangelicko-Augsburskiego”
(Wydawnictwo Zwiastun, Warszawa) i przeznaczony do powszechnego użytku. Został on ponowiony w nowym Śpiewniku Ewangelickim (Wydawnictwo Augustana, Bielsko-Biała 2002, wyd. II 2008), również z zamiarem pełnego jego wykorzystywania w użytku publicznym:
1.Warownym grodem jest nasz Bóg,
Orężem nam i zbroją.
Wybawia On ze wszelkich trwóg,
Co nas tu niepokoją!
Stary, chytry wróg
Czyha, by nas zmógł;
Swych mocy złych rój
Prowadzi na nas w bój,
Na ziemi któż mu sprosta?
2. My złego nie zdołamy zmóc,
Nam zginąć wnet by trzeba;
Lecz walczy za nas chrobry Wódz
Anielskich hufców z nieba.
Kto On? – pytasz się,
Jezus On się zwie,
To Chrystus, nasz Pan,
Szatański zburzy plan,
Innego nie masz Boga.
3. Choć diabłów pełen byłby świat,
Co połknąć nas by chcieli,
My nie boimy się ich zdrad,
Będziemy tryumf mieli.
Książę ziemi tej
W całej złości swej
Nie szkodzi już nam,
Bo jest skazany sam
Wszechmocnym Boga Słowem.
4. Niech Słowo wzruszać strzegą się,
Im go nie zawdzięczamy,
Sam Chrystus przy nas z Duchem swym
I z łaski swej darami.
Niech pozbawią źli
Żony, dzieci, czci;
Niech biorą, co chcą,
Ich zyski liche są,
Królestwo nam zostanie!

## Odniesienia w kulturze

### Kompozycje oparte na hymnie
- Kantata chorałowa BWV 80 Ein feste Burg ist unser Gott J.S. Bacha na Dzień Reformacji[1]. Istnieje kilka wersji tej kantaty z różnych okresów twórczości Bacha.

Amerykański krytyk muzyczny Stephen Peithman znajduje motyw hymnu w dziełach kompozytorów XIX- i XX-wiecznych:
- Georg Friedrich Händel - fragmentu hymnu pojawia się w oratorium „Salomon”
- Giacomo Meyerbeer - motyw przewodni w uwerturze oraz w przebiegu opery Hugonoci
- Felix Mendelssohn - V symfonia Mendelssohna „Reformacyjna”
- Richard Wagner - Marsz cesarski
- Anton Bruckner - motyw w V i IX Symfonii
- Claude Debussy - duet fortepianowy En Blanc et Noir - w 2 części pojawia się na pierwszym planie hymn reformacji oraz w tle Marsylianka[3]

### Film
- Ralph Vaughan Williams użył melodii hymnu w muzyce do dramatu wojennego (1941) 49th Parallel[2].
- W filmie pt. Potop hymn „Warownym grodem jest nasz Bóg” śpiewany jest przez wojska szwedzkie w scenie ciągnięcia kolubryny. Autorem muzyki do filmu był kompozytor Kazimierz Serocki[4].